# Idriz Batha
Idriz Batha (Argirocastro, 28 marzo 1992) è un calciatore albanese, centrocampista del Flamurtari Valona.

## Carriera

### Club
Il 1º luglio 2021 viene acquistato a titolo definitivo dalla squadra rumena dell'UTA Arad, con cui firma un contratto biennale con scadenza il 30 giugno 2023.

### Nazionale
Debutta con la nazionale albanese Under-21 il 6 febbraio 2013 nella partita amichevole pareggiata per 0-0 contro la Macedonia.

## Statistiche

### Presenze e reti nei club
Statistiche aggiornate al 19 maggio 2023.
| Stagione                | Squadra                 | Campionato              | Campionato | Campionato | Coppe nazionali | Coppe nazionali | Coppe nazionali | Coppe continentali | Coppe continentali | Coppe continentali | Altre coppe | Altre coppe | Altre coppe | Totale | Totale |
| Stagione                | Squadra                 | Comp                    | Pres       | Reti       | Comp            | Pres            | Reti            | Comp               | Pres               | Reti               | Comp        | Pres        | Reti        | Pres   | Reti   |
| ----------------------- | ----------------------- | ----------------------- | ---------- | ---------- | --------------- | --------------- | --------------- | ------------------ | ------------------ | ------------------ | ----------- | ----------- | ----------- | ------ | ------ |
| 2012-2013               | Besa Kavajë             | KS                      | 20         | 1          | CA              | 2               | 0               | -                  | -                  | -                  | -           | -           | -           | 22     | 1      |
| 2013-gen. 2014          | Besa Kavajë             | KS                      | 15         | 2          | CA              | 1               | 0               | -                  | -                  | -                  | -           | -           | -           | 16     | 2      |
| Totale Besa Kavajë      | Totale Besa Kavajë      | Totale Besa Kavajë      | 35         | 3          |                 | 3               | 0               |                    | -                  | -                  |             | -           | -           | 38     | 3      |
| gen.-giu. 2014          | Teuta                   | KS                      | 14         | 2          | CA              | 3               | 0               | -                  | -                  | -                  | -           | -           | -           | 17     | 2      |
| 2014-2015               | Partizani Tirana        | KS                      | 31         | 1          | CA              | 3               | 1               | -                  | -                  | -                  | -           | -           | -           | 34     | 2      |
| 2015-2016               | Partizani Tirana        | KS                      | 32         | 2          | CA              | 1               | 0               | UEL                | 2                  | 0                  | -           | -           | -           | 35     | 2      |
| 2016-2017               | Partizani Tirana        | KS                      | 31         | 8          | CA              | 2               | 1               | UCL+UEL            | 4+3                | 0                  | -           | -           | -           | 40     | 9      |
| 2017-2018               | Partizani Tirana        | KS                      | 31         | 5          | CA              | 5               | 2               | UEL                | 2                  | 0                  | -           | -           | -           | 38     | 7      |
| Totale Partizani Tirana | Totale Partizani Tirana | Totale Partizani Tirana | 125        | 16         |                 | 11              | 4               |                    | 11                 | 0                  |             | -           | -           | 147    | 20     |
| 2018-2019               | Flamurtari Valona       | KS                      | 30         | 4          | CA              | 3               | 0               | -                  | -                  | -                  | -           | -           | -           | 33     | 4      |
| 2019-2020               | Tirana                  | KS                      | 33         | 10         | CA              | 5               | 1               | -                  | -                  | -                  | -           | -           | -           | 38     | 11     |
| 2020-2021               | Tirana                  | KS                      | 30         | 9          | CA              | 1               | 0               | UCL+UEL            | 2+1                | 0                  | SA          | 1           | 0           | 35     | 9      |
| Totale Tirana           | Totale Tirana           | Totale Tirana           | 63         | 19         |                 | 6               | 1               |                    | 3                  | 0                  |             | 1           | 0           | 73     | 20     |
| 2021-2022               | UTA Arad                | L1                      | 35         | 0          | CR              | 0               | 0               | -                  | -                  | -                  | -           | -           | -           | 35     | 0      |
| 2022-2023               | UTA Arad                | L1                      | 34         | 1          | CR              | 6               | 0               | -                  | -                  | -                  | -           | -           | -           | 40     | 1      |
| Totale UTA Arad         | Totale UTA Arad         | Totale UTA Arad         | 69         | 1          |                 | 6               | 0               |                    | -                  | -                  |             | -           | -           | 75     | 1      |
| Totale carriera         | Totale carriera         | Totale carriera         | 336        | 45         |                 | 32              | 5               |                    | 14                 | 0                  |             | 1           | 0           | 383    | 50     |

### Cronologia presenze e reti in nazionale
| Cronologia completa delle presenze e delle reti in nazionale ― Albania under 21 | Cronologia completa delle presenze e delle reti in nazionale ― Albania under 21 | Cronologia completa delle presenze e delle reti in nazionale ― Albania under 21 | Cronologia completa delle presenze e delle reti in nazionale ― Albania under 21 | Cronologia completa delle presenze e delle reti in nazionale ― Albania under 21 | Cronologia completa delle presenze e delle reti in nazionale ― Albania under 21 | Cronologia completa delle presenze e delle reti in nazionale ― Albania under 21 | Cronologia completa delle presenze e delle reti in nazionale ― Albania under 21 |
| Data                                                                            | Città                                                                           | In casa                                                                         | Risultato                                                                       | Ospiti                                                                          | Competizione                                                                    | Reti                                                                            | Note                                                                            |
| ------------------------------------------------------------------------------- | ------------------------------------------------------------------------------- | ------------------------------------------------------------------------------- | ------------------------------------------------------------------------------- | ------------------------------------------------------------------------------- | ------------------------------------------------------------------------------- | ------------------------------------------------------------------------------- | ------------------------------------------------------------------------------- |
| 6-2-2013                                                                        | Laç                                                                             | Albania under 21                                                                | 0 – 0                                                                           | Macedonia del Nord under 21                                                     | Amichevole                                                                      | -                                                                               |                                                                                 |
| 7-6-2013                                                                        | Durazzo                                                                         | Albania under 21                                                                | 1 – 2                                                                           | Ungheria under 21                                                               | Qual. Europeo Under-21 2015                                                     | -                                                                               |                                                                                 |
| 11-6-2013                                                                       | Zenica                                                                          | Bosnia ed Erzegovina under 21                                                   | 4 – 1                                                                           | Albania under 21                                                                | Qual. Europeo Under-21 2015                                                     | -                                                                               |                                                                                 |
| 9-9-2013                                                                        | Girona                                                                          | Spagna under 21                                                                 | 4 – 0                                                                           | Albania under 21                                                                | Qual. Europeo Under-21 2015                                                     | -                                                                               | 36’                                                                             |
| 14-11-2013                                                                      | Budapest                                                                        | Ungheria under 21                                                               | 0 – 2                                                                           | Albania under 21                                                                | Qual. Europeo Under-21 2015                                                     | -                                                                               | 76’                                                                             |
| 18-11-2013                                                                      | Elbasan                                                                         | Albania under 21                                                                | 0 – 2                                                                           | Spagna under 21                                                                 | Qual. Europeo Under-21 2015                                                     | -                                                                               | 34’ 79’                                                                         |
| 5-3-2014                                                                        | Graz                                                                            | Austria under 21                                                                | 1 – 3                                                                           | Albania under 21                                                                | Qual. Europeo Under-21 2015                                                     | -                                                                               | 59’ 79’                                                                         |
| Totale                                                                          |                                                                                 | Presenze                                                                        | 7                                                                               |                                                                                 | Reti                                                                            | 0                                                                               |                                                                                 |

## Palmarès

### Club

#### Competizioni nazionali
- Campionato albanese: 1

Tirana: 2019-2020
- Kategoria e Dytë: 1

Partizani Tirana: 2011-2012